# Renteng (Gading)
Renteng is een bestuurslaag in het regentschap Probolinggo van de provincie Oost-Java, Indonesië. Renteng telt 781 inwoners (volkstelling 2010).